# Association suisse des libres penseurs
Pour les articles homonymes, voir ASLP.
L'association suisse des libres penseurs (ASLP) est une organisation suisse promouvant une pensée libre et critique, selon une éthique humaniste. Elle est membre de la fédération humaniste européenne.

## Histoire
Les origines de l'association remontent à la création de confédération des libres penseurs suisses-allemands (Deutschschweizer Freidenkerbund), en 1908. Après une croissance initiale rapide, l'association stagne pendant la Première Guerre mondiale, puis connait une nouvelle période de croissance dans l'entre-deux-guerres.
L'Association suisse des libres penseurs publie le journal germanophone Frei denken depuis 1915 (mensuel puis trimestriel dès 2010) et le trimestriel francophone Le libre penseur depuis 1994  (ISSN 0256-8985).
En mai 2017, les sections genevoise et vaudoise décident de fusionner pour former, dès le 1er janvier 2018, la « Libre pensée romande ».